# Ben Hur: Blood of Braves
Ben Hur: Blood of Braves est un jeu vidéo de course développé et édité par Microïds, sorti en 2003 sur PlayStation 2.
Il est inspiré de la course de chars de Ben-Hur.

## Accueil
- Jeuxvideo.com : 12/20[1]